# 木村一喜
木村 一喜（きむら かずよし、1977年10月5日 - ）は、日本の元プロ野球選手（捕手）。2008年の登録名は「木村 考壱朗（きむら こういちろう）」。現在は飲食店経営者として活動している。

## 経歴

### プロ入り前
山梨県北巨摩郡小淵沢町（現：山梨県北杜市）出身。小学校4年生の時に捕手として野球を始める。それ以来、捕手一筋でやってきた。小学校と中学校では最高学年で主将を務めた。
高校は帝京第三高等学校に進学。1年の秋に4番・捕手になり、2年の秋から3年の夏までは主将を務めたが、3年の夏は山梨大会の決勝戦で2年生エースの伊藤彰を擁する山梨学院大学付属高に敗れた。3年間、全国大会に出場した経験はなかったものの通算36本塁打を放った。
その後、日本通運に入社して、在籍2年目に都市対抗野球では準優勝。3年目からチームの4番打者を務め、同年には複数のNPB球団が木村の獲得に名乗りを挙げたものの、日本通運側が「あと1年は在籍してもらう」と指名を断った。4年目の1999年にはシドニーオリンピックアジア最終予選の野球日本代表候補に選ばれる。同年に肩を故障し、守備面だけでなく打撃面でも影響を受け、クリーンアップを外されることが多くなっていたが、広島東洋カープは打撃と守備力の可能性を評価。1999年度ドラフト会議にて広島から2位指名を受けて入団した。背番号は「27」。パンチのある打撃が持ち味で、チーム内の主力捕手がベテラン揃いの中で、即戦力捕手として期待された。

### 現役時代

#### 広島時代
2000年 - 2002年
プロ入り1年目の年から一軍出場。2002年から大幅に先発出場の機会が増加し、一時は正捕手に定着しかけた。持ち前の打撃センスを発揮し、7月頃には打率を3割5分台にまで上げ、「隠れた首位打者」と呼ばれた。規定打席には到達できなかったものの、最終的には打率.314という好成績を残したが、正捕手の座を奪うことはなかった。
2003年
代打での出場が多かったものの、2本の同点適時打を放つなど持ち前の勝負強い打撃は健在であった。力強い打力を買われ、一時は三塁手にコンバートの噂も出たが、結局はコンバートされずに終わった。
2004年
開幕前のキャンプ中に門限破りと宮崎県日南市内での飲食店で一般客とトラブルを起こして顎を骨折し入院となり、球団から罰金の処分も受けた。そのため、レギュラーシーズン開幕から大幅に出遅れ、復帰後の成績も振るわずに不本意な1年となった。
2005年
この年は開幕一軍を勝ち取ったものの、先発出場は3試合のみ。打棒も復調せず、2年連続で不調な成績に終わった。
2006年
捕手のポジションは石原慶幸や倉義和などの起用が多く、なかなか先発出場の機会が回ってこなかったが、6月27日の対阪神タイガース戦で先発出場する。しかし、先発の黒田博樹のフォークボールを取れず、右手に当ててしまい骨折。年末の契約更改では1,500万円から限度額上限の25％減の1,125万円と見られる提示がなされたが、「キリのいい数字にして下さい」と自ら限度額を上回る33％減を志願し、500万減の1,000万円でサインした。
2007年
この年は4試合の出場だけとなり、10月に戦力外通告を受けた。12チームの合同トライアウトに参加した後、東北楽天ゴールデンイーグルスのテストを受けて合格し、採用が決まった。12月6日に楽天と正式契約を交わし、背番号は「58」。

#### 楽天時代
2008年
1月24日、登録名を本名の「木村一喜」から「木村考壱朗」へ変更。だが、公式戦では無安打に終わり10月1日に2度目の戦力外通告を受けてそのまま現役引退となった。

### 引退後
BCリーグ・福井コーチ
2009年にBCリーグ・福井ミラクルエレファンツのバッテリーコーチ兼打撃コーチに就任し、登録名を再び本名の「木村一喜」に戻した。ところが、5月30日の対富山戦で判定に対して審判員に対して長時間で抗議したため退場処分となった。この行為に対して5月31日にリーグから謹慎処分1日を受け、さらに6月4日から出場停止3試合の処分を受けた。処分が明けた6月7日、本人の申し出により退団した。その後、神奈川県の企業に入社し、仕事の傍らで講演や少年野球の指導を行っていた。
インターネット配信
広告代理店・日本電波制作社運営で2016年10月3日にニコニコチャンネルが開設された。チャンネル内では『木村一喜の広島鯉心』というWEB番組を毎週火曜に配信。東京都世田谷区のカープ居酒屋「亀山社中」で、居酒屋のオーナーらとともに広島東洋カープの試合を振り返り解説するというものだったが、2017年2月頃からタイトルやチャンネルから木村の名前がなくなり、3〜4月頃から出演しなくなった。
飲食店経営
2017年1月10日には「亀山社中」の姉妹店「亀山食堂」がオープンし、そこのオーナーを木村が俳優のムンスとともに務めていたが、前述のチャンネル出演がなくなる同時期に閉店している。
長野県で昭和30年代に創業した唐揚げ専門店「五ヱ門」を経営していた伯母が2017年11月に逝去し、木村が同店の経営を引き継いだ。2020年12月に老朽化した旧店舗を閉店して、長野県諏訪市に移転オープン。平日は神奈川県の野球塾「tsuzuki BASE」での指導にあたり、週末は長野で店頭に立つ生活を送っている。

## エピソード
2005年の日南春季キャンプにて、当時広島の監督の山本浩二が愛飲していた芋焼酎・森伊蔵を木村が盗み飲みしていたことが発覚した。最初に疑いをかけられた野村謙二郎の提案で、背中に「森伊蔵を飲んだのは、私です」と張り紙をしたまま練習に参加するという恥ずかしい罰をうけた。
捕手というポジションに対してこだわりがあり、後年「捕手の“試合を動かしている感覚”が圧倒的に楽しかった」と語っている。社会人野球時代、身長の低さから捕手ではなく外野手として木村の獲得に乗り出そうとした球団があったものの、捕手を続けたいがために固辞している。広島時代の2003年に打撃を生かすため、キャンプ、オープン戦を通じ三塁を守ったが、結局木村自身の強い希望で捕手に戻った。くしくも、高校時代の恩師の大原耕一、社会人時代の監督の杉本泰彦、広島入団時の監督の達川光男、楽天時代の監督の野村克也と、現役時代は捕手出身の司令官であることが多かった。

## 詳細情報

### 年度別打撃成績
| 年 度     | 球 団     | 試 合 | 打 席 | 打 数 | 得 点 | 安 打 | 二 塁 打 | 三 塁 打 | 本 塁 打 | 塁 打 | 打 点 | 盗 塁 | 盗 塁 死 | 犠 打 | 犠 飛 | 四 球 | 敬 遠 | 死 球 | 三 振 | 併 殺 打 | 打 率 | 出 塁 率 | 長 打 率 | O P S |
| --------- | --------- | ----- | ----- | ----- | ----- | ----- | -------- | -------- | -------- | ----- | ----- | ----- | -------- | ----- | ----- | ----- | ----- | ----- | ----- | -------- | ----- | -------- | -------- | ----- |
| 2000      | 広島      | 28    | 47    | 40    | 4     | 9     | 2        | 0        | 0        | 11    | 2     | 0     | 0        | 3     | 0     | 3     | 1     | 1     | 8     | 0        | .225  | .295     | .275     | .570  |
| 2001      | 広島      | 39    | 79    | 72    | 2     | 17    | 2        | 0        | 0        | 19    | 4     | 0     | 0        | 1     | 0     | 5     | 2     | 1     | 14    | 1        | .236  | .295     | .264     | .559  |
| 2002      | 広島      | 109   | 290   | 264   | 27    | 83    | 11       | 1        | 5        | 111   | 28    | 0     | 2        | 3     | 2     | 17    | 6     | 4     | 38    | 7        | .314  | .362     | .420     | .782  |
| 2003      | 広島      | 76    | 117   | 113   | 3     | 30    | 4        | 1        | 0        | 36    | 20    | 0     | 0        | 0     | 1     | 3     | 0     | 0     | 19    | 7        | .265  | .282     | .319     | .601  |
| 2004      | 広島      | 35    | 48    | 41    | 1     | 6     | 0        | 0        | 0        | 6     | 2     | 0     | 0        | 2     | 0     | 5     | 0     | 0     | 6     | 0        | .146  | .239     | .146     | .385  |
| 2005      | 広島      | 27    | 35    | 31    | 2     | 7     | 0        | 0        | 1        | 10    | 3     | 0     | 0        | 1     | 0     | 3     | 0     | 0     | 6     | 1        | .226  | .294     | .323     | .617  |
| 2006      | 広島      | 8     | 11    | 11    | 0     | 1     | 1        | 0        | 0        | 2     | 0     | 0     | 0        | 0     | 0     | 0     | 0     | 0     | 2     | 0        | .091  | .091     | .182     | .273  |
| 2007      | 広島      | 4     | 5     | 5     | 0     | 0     | 0        | 0        | 0        | 0     | 0     | 0     | 0        | 0     | 0     | 0     | 0     | 0     | 1     | 0        | .000  | .000     | .000     | .000  |
| 2008      | 楽天      | 9     | 10    | 10    | 0     | 0     | 0        | 0        | 0        | 0     | 0     | 0     | 0        | 0     | 0     | 0     | 0     | 0     | 0     | 0        | .000  | .000     | .000     | .000  |
| 通算：9年 | 通算：9年 | 335   | 642   | 587   | 39    | 153   | 20       | 2        | 6        | 195   | 59    | 0     | 2        | 10    | 3     | 36    | 9     | 6     | 94    | 16       | .261  | .309     | .332     | .641  |

### 年度別守備成績
| 年度 | 捕手 | 捕手 | 捕手 | 捕手 | 捕手 | 捕手 | 捕手   | 捕手   | 捕手   | 捕手   | 捕手   |
| 年度 | 試合 | 刺殺 | 補殺 | 失策 | 併殺 | 捕逸 | 守備率 | 企図数 | 許盗塁 | 盗塁刺 | 阻止率 |
| ---- | ---- | ---- | ---- | ---- | ---- | ---- | ------ | ------ | ------ | ------ | ------ |
| 2000 | 22   |      |      |      |      |      |        | 14     | 11     | 3      | .214   |
| 2001 | 36   |      |      |      |      |      |        | 13     | 8      | 5      | .385   |
| 2002 | 105  |      |      |      |      |      |        | 48     | 37     | 11     | .229   |
| 2003 | 48   |      |      |      |      |      |        | 12     | 9      | 3      | .250   |
| 2004 | 18   |      |      |      |      |      |        | 3      | 3      | 0      | .000   |
| 2005 | 22   | 57   | 7    | 0    | 2    | 1    | 1.000  | 5      | 5      | 0      | .000   |
| 2006 | 3    | 12   | 4    | 0    | 1    | 0    | 1.000  | 1      | 0      | 1      | 1.000  |
| 2007 | 1    | 0    | 0    | 0    | 0    | 0    | .000   | 0      | 0      | 0      | -      |
| 2008 | 6    | 7    | 1    | 1    | 3    | 2    | 1.000  | 0      | 0      | 0      | -      |
| 通算 | 261  |      |      |      |      |      |        | 96     | 73     | 23     | .240   |

### 記録
- 初出場：2000年4月12日、対中日ドラゴンズ2回戦（ナゴヤドーム）、6回表にネイサン・ミンチーの代打として出場
- 初打席・初安打：同上、6回表に野口茂樹から遊前内野安打
- 初先発出場：2000年5月13日、対中日ドラゴンズ7回戦（広島市民球場）、8番・捕手として先発出場
- 初打点：2000年8月22日、対読売ジャイアンツ20回戦（東京ドーム）、5回表に三澤興一から左中間へ2点適時二塁打
- 初本塁打：2002年4月13日、対ヤクルトスワローズ5回戦（広島市民球場）、2回裏にケビン・ホッジスから左中間へ先制3ラン

### 背番号
- 27 （2000年 - 2007年）
- 58 （2008年）
- 88 （2009年）

### 登録名
- 木村 一喜 （きむら かずよし、2000年 - 2007年、2009年）
- 木村 考壱朗 （きむら こういちろう、2008年）